# Золотий ланцюг (фільм, 1986)
«Золотий ланцюг» (рос. Золотая цепь) — радянський художній фільм 1986 року за однойменним романом і оповіданнями Олександра Гріна.

## Сюжет
У грозовий вечір до Санді, юнги риболовецької човна «Мелузіна», приходять добре одягнені панове Естамп і Дюрок, які обіцяють велику суму грошей, якщо їх доставлять на Зміїний острів, де знаходиться палац Евереста Гановера. Після деяких вагань Санді погоджується. Незважаючи на сильний шторм, їм вдається дістатися до острова, що Естамп і Дюрок приписують заслугам юнги. Вони просять його бути серед гостей господаря, так як підозрюють, що юнак сподобається Гановеру. Їх розрахунок виявився вірним — Гановер, який сам був в молодості бідним палітурником книг в міському архіві Зурбагана, переймається симпатією до Санді. Естамп і Дюрок вирішують використовувати цю симпатію в своїх цілях — Гановер збирається одружитися з красунею Діге, що не входить в плани банкірів. Вони рекомендують Санді спостерігати за тим, що відбувається в палаці. Втім, юнак швидше прагне осягнути загадки таємничого палацу, де приміщення не знаходяться на місці, а періодично змінюють своє місце розташування. Під час своїх блукань Санді бачить Гановера, який проводжає Діге в кімнату, де зберігається головний скарб палацу — золотий ланцюг. Він чує історію, яку Еверест розповідає своїй нареченій.
Коли в молодості Гановер працював в архіві, він випадково знайшов клаптик паперу, на якому було написано, що в XVII столітті пірат Ієронім Перрон зібрав всі свої скарби і вистрілив ними з гармати, після чого підірвав корабель разом з собою і командою. Після довгих пошуків Гановер дізнається сучасні назви місць, згаданих в документі. Потім він приїжджає в маленьке рибальське село, де починає шукати скарби. У цьому йому допомагає дочка крамаря Моллі. Між молодими людьми виникає сильне почуття, проте батько Моллі категорично проти, тому що бажає дочці престижнішої партії. Але однієї з ночей компаньйони крамаря по контрабандному промислу спалюють його будинок разом з господарем. Моллі залишається з Гановером в напівзруйнованій хатині на березі моря. Еверест майже впадає у відчай знайти скарби, але важко хвора Моллі постійно надихає його на подальші пошуки. Одного разу вона випадково підпалює документ, і крізь воскові плями проступає текст про те, що Перрон переплавив свої скарби в 60-футовий ланцюг. Гановер ретельно вивчає витягнені ним з моря предмети і виявляє, що старий ланцюг один з рибалок приладнав до свого човна. Це і є жаданий скарб Перрона. При спробі зняти ланцюг між Гановером і господарем човна Сейком виникає бійка, в якій Еверест перемагає. Сейк віддає ланцюг, але вимагає, щоб прибулець забирався з села. Радісний Еверест біжить до хатини, але… Моллі вже померла. Подальше життя Гановер намагається використовувати для втілення фантазій Моллі, однією з яких і є його палац.
Гановер і Діге йдуть, а Санді продовжує блукати по палацу. В одній з кімнат він бачить непритомного господаря. Йому вдається допомогти Гановеру. Той каже, що бажає допомогти Санді втілити його мрії. Санді абсолютно не вимагає ніяких матеріальних благ, тільки можливості стати капітаном корабля. Це ще більше зближає Гановера з Санді, у зв'язку з цим він пише рекомендаційний лист начальнику адміралтейської школи.
В цей час до Гановера приходять його гості. Еверест, прагнучи здивувати гостей, показує їм одне з див його палацу — механічну людину Ксаверія, роботу Франсуа Екуса. Ксаверій здатний до спілкування з людьми і навіть наділений деяким пророчим даром. В кінці Гановер запитує робота про майбутнє, на що автомат відповідає: «Всі ви помрете, а той, хто поставив питання, першим». Спілкування з Ксаверієм залишає важке враження у гостей.
Увечері в палаці має відбутися бал, під час якого Гановер збирається повідомити про своє весілля з Діге. Коли гості збираються в головному залі, Гановер дякує своїм друзям — Дюроку, Естампу, архітектору будівлі Леону де Густу, доктору До. Рівно опівночі Еверест намагається показати ще одне з див палацу — пристрій, що дозволяє візуалізувати образи. Він запрошує Діге зайняти місце на постаменті. Однак в цей момент агент Дюрока відключає пристрій. Діге відчуває себе ображеною і відмовляється від подальших спроб. Тоді Дюрок пропонує спробувати Санді. Юнакові вдається створити прекрасний образ — вітрильника в синьому морі. Дюрок обґрунтовує це тим, що викликати образи здатні тільки люди з чистою свідомістю. Діге вимагає пояснень, тоді Дюрок повідомляє, що наречена Гановера зовсім не Діге Альвавізо, а коханка шахрая Томсона Етель Мейєр. Серед гостей виявляється сищик з Інтерполу Дрейк, який заарештовує Томсона і його спільника Галлуея. У відповідь Галлуей повідомляє Гановеру компрометуючі факти про Дюрока та Естампа. У сум'ятті від цього Гановер залишає зал. Коли Санді знаходить його, Еверест вже мертвий. На його грудях юнак бачить відкритий медальйон з портретом Моллі. В сльозах Санді залишає острів. Дюрок і Естамп намагаються заволодіти золотим ланцюгом, але при дотику до нього спрацьовує механізм, який блокує кімнату і заповнює її водою…

## У ролях
- Владислав Галкін —  Санді Прюель
- Валентінас Масальськіс —  Еверест Гановер
- Борис Хімічев —  Дюрок
- Світлана Ромашко —  Діге
- Володимир Головін —  Галлуей, він же Was is Das
- Елеонора Корізнайте —  Моллі Білс
- Ігор Слободський —  Попс
- Володимир Симонов —  Томсон
- Повілас Гайдіс —  Естамп
- Валентин Грудінін —  Джим, кухар
- Яніс Заріньш —  Білз
- Юріс Стренга — Паркер
- Микола Шутько — Том
- Арніс Ліцитіс —  Сейк, рибалка
- В епізодах: Олександр Гебдовський, Людмила Лобза, Микола Гудзь, Галина Нехаєвська, Олександр Мілютін, В. Мишаков, В'ячеслав Ніколаєв, Олександр Пархоменко, Володимир Рудін, Лідія Чащина та ін.

## Знімальна група
- Автори сценарію: Олександр Муратов, Володимир Сосюра
- Режисер-постановник: Олександр Муратов
- Оператор-постановник: Ігор Чепусов
- Художник-постановник: Інна Биченкова
- Композитор: Іварс Вігнерс
- Режисер: В. Бажай
- Оператор: А. Бандровський
- Звукооператор: Тетяна Чепуренко
- Монтажер: Єлизавета Рибак
- Художники по костюмах: Людимила Сердінова, В. Катренюк
- Художник по гриму: Людмила Семашко
- Художники-декоратори: В. Лаврентьєв, Микола Поштаренко
- Комбіновані зйомки: С. Горбик, Володимир Малюх, Ігор Крупнов, В. Рожков
- Асистенти режисера: Світлана Ільїнська, А. Феофанова
- Асистенти оператора: В. Бородін, Григорій Булкот
- Редактор: Валентина Ридванова
- Директор фільму: Олексій Чернишов